# Gavardo
Gavardo – miejscowość i gmina we Włoszech, w regionie Lombardia, w prowincji Brescia.
Według danych na rok 2004 gminę zamieszkiwały 10 063 osoby, 347 os./km².